# Guillermo Rodríguez-Melgarejo
Guillermo Rodríguez-Melgarejo (Buenos Aires, 20 de mayo de 1943-4 de enero de 2021) fue un sacerdote argentino y el 4° obispo de San Martín (2003-2018).

## Biografía

### Primeros años y formación
Guillermo Rodríguez-Melgarejo nació en la ciudad de Buenos Aires en 1943.  
Inició sus estudios en el Colegio Marianista y los concluyó como perito mercantil en el Colegio Don Bosco en 1959.  
El 4 de marzo de 1960 ingresó en el Seminario Metropolitano del barrio porteño de Villa Devoto.  

### Sacerdocio
Fue ordenado sacerdote el 23 de mayo de 1970 en la parroquia San Benito Abad de Buenos Aires, por monseñor Juan Carlos Aramburu, arzobispo coadjutor de la Arquidiócesis de Buenos Aires. 
Fue vicario parroquial del santuario de San Cayetano (Liniers) donde, entre 1970 y 1978, dirigió la revista "Pan y Trabajo", orientada a la evangelización popular. Su experiencia en el santuario se reflejó en uno de sus escritos tempranos, Reflexiones acerca de la pastoral popular desde el interior de un santuario (1972).
Fue vicario parroquial en las parroquias Santa Rosa de Lima (1972-1978) y Nuestra Señora de Montserrat (1980-1981).
En 1972 obtuvo la licenciatura en Teología en la UCA.  
Fue alumno del Pontificio Colegio Pío Latino Americano y de la Pontificia Universidad Gregoriana, donde se licenció en teología espiritual (1980) y obtuvo el doctorado en teología (1988). 
Integró el equipo de peritos de la COEPAL (1968-1972) y colaboró en la Conferencia Episcopal Argentina (CEA) y con el Consejo Episcopal Latinoamericano (CELAM), particularmente en temas de piedad popular, matrimonio y familia, dirección espiritual, fe y cultura, formación sacerdotal, pastoral orgánica y nueva evangelización. El Departamento de Vocaciones y Ministerios del CELAM (DEVYM) publicó algunos de sus libros que tuvieron amplia difusión entre los formadores de los Seminarios.
Entre 1981 y 1991 se desempeñó como director espiritual del Seminario Mayor Metropolitano y del Instituto Vocacional San José.
Fue profesor de teología dogmática, teología espiritual y encargado de la cátedra de teología pastoral en la Facultad de Teología de la UCA (1981-1991).
El 2 de junio de 1991 asumió en Buenos Aires como párroco de Patrocinio de San José.

## Episcopado

### Obispo Auxiliar
El 25 de junio de 1994 el papa Juan Pablo II designó a Guillermo Rodríguez-Melgarejo obispo titular de Ucres y obispo auxiliar de la Arquidiócesis de Buenos Aires. 
Recibió la ordenación episcopal el 27 de septiembre de 1994 en la catedral de Buenos Aires siendo su consagrante el cardenal Antonio Quarracino, arzobispo de Buenos Aires, 
Sus co-consagrantes el arzobispo de Rosario Eduardo V. Miras, el obispo de San Martín Luis Héctor Villalba, el obispo auxiliar de Buenos Aires Mario José Serra, y el arzobispo coadjutor de Mendoza José María Arancibia.
Tras su ordenación episcopal fue nombrado: 
Vicario episcopal de la Zona Flores (1994-2002) 
Presidente de la Comisión Episcopal de Vida Consagrada (1996-1999). 
Durante dos períodos (1999-2002 y 2002-2005) fue elegido secretario general de la Conferencia Episcopal Argentina y durante siete trienios (1996 hasta 2017) miembro de Comisión Permanente de la Conferencia Episcopal Argentina (CEA).
El cardenal Jorge Mario Bergoglio lo designó pro vicario general de Buenos Aires (2002-2003).

### Obispo de San Martín
El 30 de mayo de 2003 Juan Pablo II lo eligió obispo de la diócesis de San Martín, donde asumió el 9 de agosto. 
Fue el cuarto obispo de esa diócesis, sucediendo a Raúl Omar Rossi que había fallecido el 2 de febrero de ese año.
El 11 de noviembre de 2014, durante la 108.ª Asamblea Plenaria de la Conferencia Episcopal Argentina, fue elegido presidente de la Comisión Episcopal de Fe y Cultura, e integrante de la Comisión Permanente de ese organismo.
El 15 de junio de 2018, el papa Francisco aceptó la renuncia de Rodríguez-Melgarejo por edad (75 años).
Nombró a Miguel Ángel D'Annibale para sucederlo. 
Se trasladó al hogar sacerdotal “Mons. Mariano Espinosa” del Arzobispado de Buenos Aires. Al morir, fue enterrado en el cementerio de La Montonera.

## Sucesión
| Predecesor: Raúl Omar Rossi | Obispo de San Martín 2003-2018 | Sucesor: Miguel Ángel D'Annibale |